# 1763 en littérature
| Années de la littérature : 1760 - 1761 - 1762 - 1763 - 1764 - 1765 - 1766    |
| Décennies de la littérature : 1730 - 1740 - 1750 - 1760 - 1770 - 1780 - 1790 |

Cet article présente les faits marquants de l'année 1763 en littérature.

## Événements
- 30 janvier : le poète anglais Christopher Smart, interné depuis 1757 dans un asile d'aliénés à Londres, est libéré après l'intervention de son ami John Sherratt[1].

- 24 mars : Christian Gottlob Heyne, après le refus d’Ernesti et de Ruhnkenius, est nommé professeur de poésie et d'éloquence à l'Université de Göttingen à la suite de la mort de Gesner. Il prend ses fonctions le 29 juin puis prend en charge la direction de la bibliothèque universitaire apès la démission de Michaelis le 12 décembre[2].

- 30 avril : John Wilkes, rédacteur du journal d'opposition The North Briton est arrêté pour ses écrits diffamants et séditieux contre le roi George III avec 46 personnes et enfermé à la Tour de Londres ; il est vite libéré à la faveur d'un mouvement populaire, mais le 24 novembre, le Parlement lève son immunité et Wilkes part en exil en France (fin en 1768)[3].

- Avant le 10 mai  : lettre de Catherine II de Russie à Voltaire, qui répond le 4 juillet ; début leur correspondance entre 1763 et 1778[4].
- 16 mai  : James Boswell rencontre Samuel Johnson à la librairie Thomas Davies à Covent Garden[5].
- 18-26 mai : le philosophe Moses Mendelssohn reçoit le premier prix de la classe de philosophie spéculative de l’académie prussienne des sciences pour un essai philosophique sur le sujet « de l'évidence dans les sciences métaphysique ». Parmi les concurrents figurent Thomas Abbt et Emmanuel Kant, qui arrive deuxième[6],[7].

- 11 octobre : mariage d'Hester Lynch Salusbury et d'Henry Thrale[8].

- 29 octobre : le marquis de Sade est incarcéré pour 15 jours au donjon de Vincennes à la suite d'une plainte déposée par une prostituée occasionnelle, Jeanne Testard[9].
- 31 octobre : le philosophe Sonnenfels obtient la chaire de science politique à l’Université de Vienne de Vienne[10].

- À sa mort des suites la variole en 1763-1764, l'écrivain chinois Cao Xueqin laisse son roman 紅樓夢 ( « Le Rêve dans le pavillon rouge ») inachevé. Il est publié pour la première fois en 1791 dans la version de 120 chapitres[11].

## Parutions
- Décembre 1762 : Emmanuel Kant, Der einzig mögliche Beweisgrund zu einer Demonstration des Daseins Gottes, Königsberg, Johann Jacob Kanter, 1763 (présentation en ligne) (« L’unique argument possible d’une démonstration de l’existence de Dieu » ). Daté de 1763 il parait dans la deuxième moitié de décembre 1762.
- Mars :
  - Jean-Jacques Rousseau, Lettre à Christophe de Beaumont, Amsterdam, Marc Michel Rey, 1763 (présentation en ligne)
  - James Macpherson, Temora : An ancient epic poem, in eight books, London, 1763 (présentation en ligne)[12].
- Mai : Crébillon fils, Le Hazard du coin du feu : dialogue moral, La Haye, 1763 (présentation en ligne), composé vers 1742.
- Mai-juin : William Potter, John Wilkes, An essay on woman : in three epistles, London, Gretton and Pottinger, 1763 (présentation en ligne), publié avec une page de titre en français « Essai sur la femme en trois épîtres », parodie pornographique du poème de Pope An Essay on Man dédicacé à Fanny Murray (en) jugée « blasphématoire » par la Chambre des lords en janvier 1764[13].
- Octobre : Voltaire, Traité sur la tolérance : à l’occasion de la mort de Jean Calas, Genève, 1763 (présentation en ligne), publié anonymement[14].

- Fédor Emine (ru) , Nepostojannaja Fortuna ili prikju čenja Miramonda (« La Fortune inconstante ou Les Aventures de Miramond »), roman russe[15].
- 唐詩三百首  (« Trois cents poèmes des Tang »), compilation établie en 1763 ou 1764 par le lettré Sun Zhu (en)[16].
- Antoine Court de Gébelin, Les Toulousaines : ou lettres historiques et apologétiques en faveur de la religion réformée & de divers protestans condamnés dans ces derniers temps par le Parlement de Toulouse, ou dans le haut Languedoc, Édimbourg (Lausanne), 1763 (présentation en ligne).

## Décès
- 12 février : Pierre Carlet de Chamblain de Marivaux, dit « Marivaux », journaliste, auteur dramatique et romancier français (° 4 février 1688).
- 17 octobre : Arnold Hoogvliet, poète hollandais (° 3 juillet 1687).
- 25 novembre : Antoine François Prévost, dit l'abbé Prévost, romancier, historien, journaliste et traducteur français (° 1er avril 1697).